# Obowiązek nauki języka szwedzkiego w Finlandii
Obowiązek nauki języka szwedzkiego w Finlandii – obowiązek nauki języka szwedzkiego w fińskich szkołach podstawowych w klasach 6–9, a także w szkołach średnich i na wyższych uczelniach; obejmuje również egzamin z języka szwedzkiego na poziomie służby cywilnej. Szwedzkojęzycznych Finów dotyczy natomiast obowiązek nauki języka fińskiego. W Finlandii 90,4% obywateli jest fińskojęzyczna, 5,5% używa fińskiej odmiany języka szwedzkiego. Sytuacja ta dotyczy wyłącznie kontynentalnej Finlandii; na Wyspach Alandzkich jedynym oficjalnym językiem jest szwedzki. 

Znak oporu przeciw obowiązkowi nauki języka szwedzkiego w Finlandii

Konstytucja Finlandii przyznaje obu językom status języków urzędowych. Zarówno rząd krajowy, jak i władze samorządów lokalnych są zobligowane do zapewnienia mieszkańcom zaspokajania wszelkich potrzeb w ich macierzystym języku – fińskim lub szwedzkim. Oficjalnie język szwedzki ma status drugiego języka krajowego, jednak nauka szwedzkiego traktowana jest jako obowiązek, a język szwedzki w szkołach określany jest jako pakkoruotsi (obowiązkowy szwedzki).

## Historia
Od średniowiecza do wojny fińskiej (1808–1809) terytorium Finlandii było integralną częścią Królestwa Szwecji. Osiedlający się wówczas szwedzcy emigranci z reguły wybierali tereny nadmorskie; język fiński, aczkolwiek używany, nie był urzędowy. W wyniku wojny Finlandia przeszła na własność Rosji, która ustanowiła autonomiczne Wielkie Księstwo Finlandii. Pozwolono zachować status quo w dziedzinie prawa, religii i języka. Język fiński stawał się stopniowo coraz częściej używany w administracji, szczególnie za czasów cara Aleksandra II. Nauka języka szwedzkiego zawsze była obowiązkowa w fińskich szkołach średnich i na uniwersytetach. Ponadto w ramach reformy szkół podstawowych z lat 1972–1981 stał się on obowiązkowy w szkołach podstawowych. W latach 60. wprowadzono obowiązek nauczania szwedzkiego jako drugiego języka w szkołach podstawowych. Ustawa o oświacie z 1968 r. przewidywała, że w szkole podstawowej należy uczyć się dwóch języków obcych, z których jeden musi być tzw. drugim językiem ojczystym, decyzja ta była stopniowo wdrażana w różnych częściach Finlandii w latach 1972–1977, a zatem nauka języka szwedzkiego stał się automatycznie obowiązkowy dla osób mówiących po fińsku. Dodatkowo później wprowadzono obowiązkowy język szwedzki m.in. w szkołach zawodowych i szkole policyjnej oraz częściowo w wojsku. Obecna sytuacja języków w szkolnictwie ukształtowała się w latach siedemdziesiątych.

## Obecna sytuacja

Flaga mniejszości szwedzkojęzycznej w Finlandii

Na poziomie szkoły średniej obowiązuje nauczanie dwóch języków. Istnieje obowiązek szkolny nauki języka szwedzkiego aż do matury, drugi język obcy jest wybierany przez ucznia, najczęściej jest to język angielski. Niektórzy, jak np. Konfederacja Fińskiego Przemysłu, zarzucają, że obecna sytuacja, kiedy język angielski jest z naturalnych przyczyn najpopularniejszy, a szwedzki obowiązkowy, blokuje rozwój nauczania innych języków, np. rosyjskiego. Przeprowadzone w 2003 badanie wykazało, że umiarkowana większość popiera naukę drugiego języka urzędowego, 42 procent Finów nie popiera, a 25 procent nie chce dwóch języków urzędowych w kraju. Temat obowiązkowego nauczania języka szwedzkiego jest przedmiotem nieustannych protestów i debat; wskazuje się przy tym, że rezygnacja z nauczania języka szwedzkiego może doprowadzić do zaginięcia tego języka na terytorium kontynentalnej Finlandii. Wskazuje się również, że znajomość języka szwedzkiego wśród Finów sprzyja podtrzymaniu identyfikacji skandynawskiej tego kraju. W marcu 2015 fiński parlament postanowił, że nauka szwedzkiego będzie kontynuowana.